# Jarzinho Malanga
Jarzinho Ataide Adriano de Nascimento Malanga (* 10. Juli 2006) ist ein deutscher Fußballspieler.

## Karriere

### Verein
Malanga kam in der Jugend von Phönix Mannheim zum SV Waldhof Mannheim. Nachdem er ab 2018 zwei Jahre lang für die TSG 1899 Hoffenheim gespielt hatte, kehrte er 2020 zum SV Waldhof zurück. 2022 wechselte Malanga zum VfB Stuttgart. Am 8. Mai 2024 verlängerte er seinen Vertrag bei den Schwaben.
Für die zweite Mannschaft des VfB Stuttgart debütierte Malanga am 3. August 2024 am 1. Spieltag der Saison 2024/25 in der 3. Profi-Liga gegen Hansa Rostock und erzielte am 2. Spieltag beim 3:1-Heimerfolg gegen den TSV 1860 München sein erstes Tor. Am 6. November 2024 debütierte Malanga unter Sebastian Hoeneß für die erste Mannschaft, als er bei einer 0:2-Niederlage in der Champions League gegen Atalanta Bergamo in der Schlussphase eingewechselt wurde. Im Alter von 18 Jahren, drei Monaten und 27 Tagen wurde er hinter Manuel Fischer (18 Jahre, 2 Monate, 24 Tage) zum bis dahin zweitjüngsten Spieler der Vereinsgeschichte in der Königsklasse.
Im Sommer 2025 wechselte Malanga auf Leihbasis zum Zweitligisten SV Elversberg.

### Nationalmannschaft
Bei der U17-Europameisterschaft 2023 wurde Malanga mit der deutschen U17-Nationalmannschaft Europameister. Dabei kam er in vier Spielen des EM-Turniers zum Einsatz.
Mit der deutschen U19-Nationalmannschaft nahm er an der U-19-Europameisterschaft 2025 teil und erreichte mit seinem Team das Halbfinale.

## Titel
- Deutscher Pokalsieger: 2025 (VfB Stuttgart)
- U17-Europameister: 2023

## Privates
Seine Mutter wurde als Tochter einer deutschen Mutter und eines senegalesisch-malischen Vaters in Dakar geboren und kam 1990 nach Deutschland. Sein Vater wurde in Brasilien geboren, ist angolanischer Abstammung und kam 1988 nach Deutschland. Seine Eltern lernten sich 1992 in Dessau, Sachsen-Anhalt kennen. Malanga wuchs in Mannheim auf.